# ملعب تختي مشهد
ملعب تختي (بالفارسية: استاديوم تختی) هو ملعب متعدد الأغراض، يقع مقره في مدينة مشهد، إيران، يستخدم في الغالب لمباريات كرة القدم، ويعتبر الملعب الرئيسي لـنادي بيام وحدت خراسان، أُسس الملعب في عام 1951 بسعة 15000 متفرج.